# Roșiile, Vâlcea
Roșiile este satul de reședință al comunei cu același nume din județul Vâlcea, Oltenia, România.

## Personalități
- Maria Ciobanu (n. 1937), cântăreață de muzică populară românească
- Leontina Văduva (n. 1960), soprană franceză de origine română
- Aurel Simion (n. 1961), inginer agronom, om politic

 Acest articol despre o localitate din județul Vâlcea este deocamdată un ciot. Puteți ajuta Wikipedia prin completarea lui.